# Maya Zapata
Maya Zapata (Oaxaca de Juárez, 30 de novembro de 1981) é uma atriz mexicana. Ela protagonizou filmes como De la calle (2001) e Morirse en domingo (2007) pelos quais recebeu o Prêmio Ariel e o Diosa de Plata respectivamente como melhor atriz.

## Filmografia
| Cinema e televisão | Cinema e televisão                      | Cinema e televisão | Cinema e televisão          |
| Ano                | Título                                  | Papel              | Notas                       |
| ------------------ | --------------------------------------- | ------------------ | --------------------------- |
| 1989               | Old Gringo                              | Dolores            |                             |
| 1997               | Perdita Durango                         | garota mexicana    |                             |
| 1997               | Elisa antes del fin del mundo           |                    |                             |
| 1998               | La otra conquista                       | Xochiquetzal       |                             |
| 1999               | Santitos                                | Blanca             |                             |
| 1999               | La ley de Herodes                       | Chencha            |                             |
| 2001               | De la calle                             | Xóchitl            |                             |
| 2002               | Sueños de un suicida                    | Hiroshima          |                             |
| 2004               | Zapato                                  | Guapa              | curta-metragem              |
| 2004               | El mago                                 | Morgana            |                             |
| 2004               | El fin del sur                          | Carmelita          | curta-metragem              |
| 2004               | Caribe                                  | Irene              |                             |
| 2004               | Santos peregrinos                       | María              |                             |
| 2005               | The Three Burials of Melquiades Estrada | Mulher             |                             |
| 2005               | XX-XY fuera del mundo                   | María              | curta-metragem              |
| 2005               | Volemos tomados de la mano              | Mar                | curta-metragem              |
| 2006               | Sexo, amor y otras perversiones         | Mariela            | Segmento: Recompensa        |
| 2006               | Bordertown                              | Eva Jiménez        |                             |
| 2006               | Cobrador: In God we trust               | Eva Jiménez        |                             |
| 2006               | Morirse en domingo                      | Ana                |                             |
| 2007               | Dos abrazos                             |                    |                             |
| 2007               | La misma Luna                           | Alicia             |                             |
| 2008               | La sorpresa                             | Selena             |                             |
| 2008               | All Inclusive                           | Usnavy             |                             |
| 2008               | Casi divas                              | Francisca          |                             |
| 2008               | Morenita, el escándalo                  | Magdalena          |                             |
| 2009               | Nikté                                   | Xtabay             |                             |
| 2009               | Los inadaptados                         | Graciela           |                             |
| 2010               | Ellas son... la alegría del hogar       | Adela              | Série de televisão          |
| 2010               | Soy Tu Fan                              | Rocío Lozano       | Série de televisão          |
| 2010               | Badge & Skaggs                          | Hoppi              | curta-metragem              |
| 2011               | Mujeres asesinas                        | Dolores            | "Las Cotuchas, empresarias" |
| 2011               | Bolero de noche                         | Greta              |                             |
| 2012               | Kdabra                                  | Jazmín             | Série de televisão          |
| 2016               | Sin muertos no hay carnaval             | Ingrid             |                             |
| 2017               | El Cesar                                | Blanca             | Serie de televisão          |
| 2017               | Run Coyote Run                          | Olga               | Serie de televisão          |
| 2018               | El secreto de Selena                    | Selena Quintanilla | Serie de televisão          |